# Хайнрих фон Щайн
Хайнрих фон Щайн (на немски: Heinrich von Stein; † 9 януари 1603) е благородник от Щайн в Насау.

## Произход
Той е син на Конрад фон Щайн и съпругата му Урсула фон Енде. Потомък е на Каспар фон Щайн († сл. 1429), синът на Хайнрих фон Щайн. Господарите фон Щайн са имперски съдии.

## Фамилия
Хайнрих фон Щайн се жени за Анна фон Енде. Те имат четирима сина:
- Кристоф Хайнрих фон Щайн († сл. 1620), женен за Перпетуа фон Бюнау; имат двама сина
- Ханс Ернст фон Щайн
- Волф Албрехт фон Щайн
- Фридрих Вилхелм фон Щайн (1587 – 1647), женен за Барбара фон Рунге; имат един син